# Censo peruano de 2005

El censo peruano de 2005 fue una enumeración detallada de la población peruana. Fue el décimo censo nacional de población y quinto de vivienda llevado a cabo en el Perú por el Instituto Nacional de Estadística e Informática entre el 18 de julio y el 20 de agosto de 2005. Debió realizarse el año 2003, diez años después del censo de 1993, pero fue retrasado por falta de presupuesto.
Los resultados de este censo fueron presentados al público el 30 de noviembre de 2005 y fueron posteriormente discutidos hasta por el propio presidente Alan García,[cita requerida] quien solicitó se realice un nuevo censo de 2007, undécimo de población y sexto de vivienda, el cual fue programado para el 21 de octubre de ese año.

## Resultados
La población total del Perú es de 27 219 264 habitantes. La siguiente lista muestra un resumen de la población total por región.
- Amazonas: 389 700 hab
- Ancash: 1 039 415 hab
- Apurímac: 418 882 hab
- Arequipa: 1 140 810 hab
- Ayacucho: 619 338 hab
- Cajamarca: 1 359 023 hab
- Callao: 813 264 hab
- Cusco: 1 171 503 hab
- Huancavelica: 447 054 hab
- Huánuco: 730 871 hab
- Ica: 665 592 hab
- Junín: 1 091 619 hab
- La Libertad: 1 539 774 hab
- Lambayeque: 1 091 535 hab
- Lima: 7 819 436 hab
- Loreto: 884 144 hab
- Madre de Dios: 92 024 hab
- Moquegua: 159 306 hab
- Pasco: 266 764 hab
- Piura: 1 630 772 hab
- Puno: 1 245 508 hab
- San Martín: 669 973 hab
- Tacna: 274 496 hab
- Tumbes: 191 713 hab
- Ucayali: 402 445 hab